# Toallita húmeda

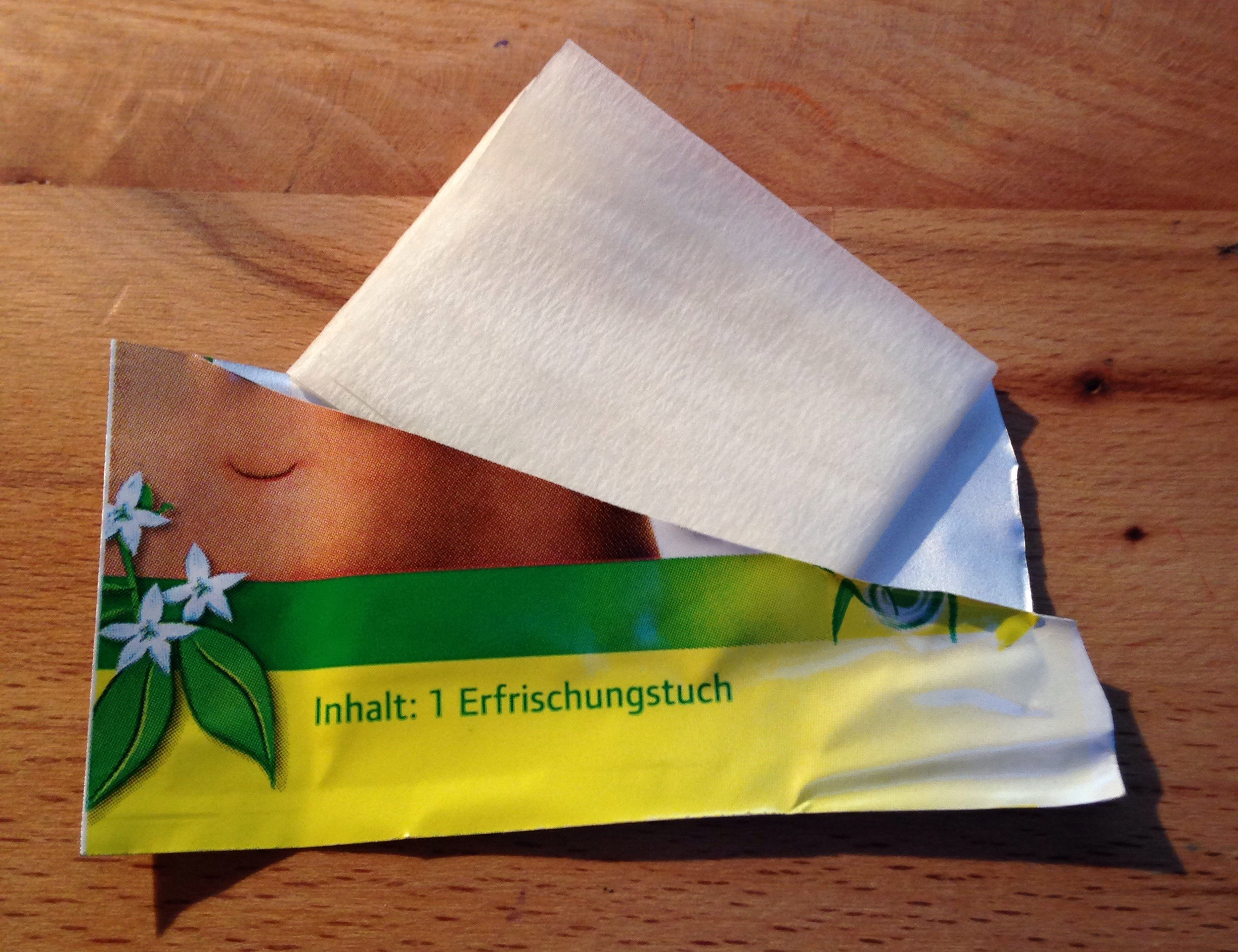
Una toallita húmeda envuelta individualmente

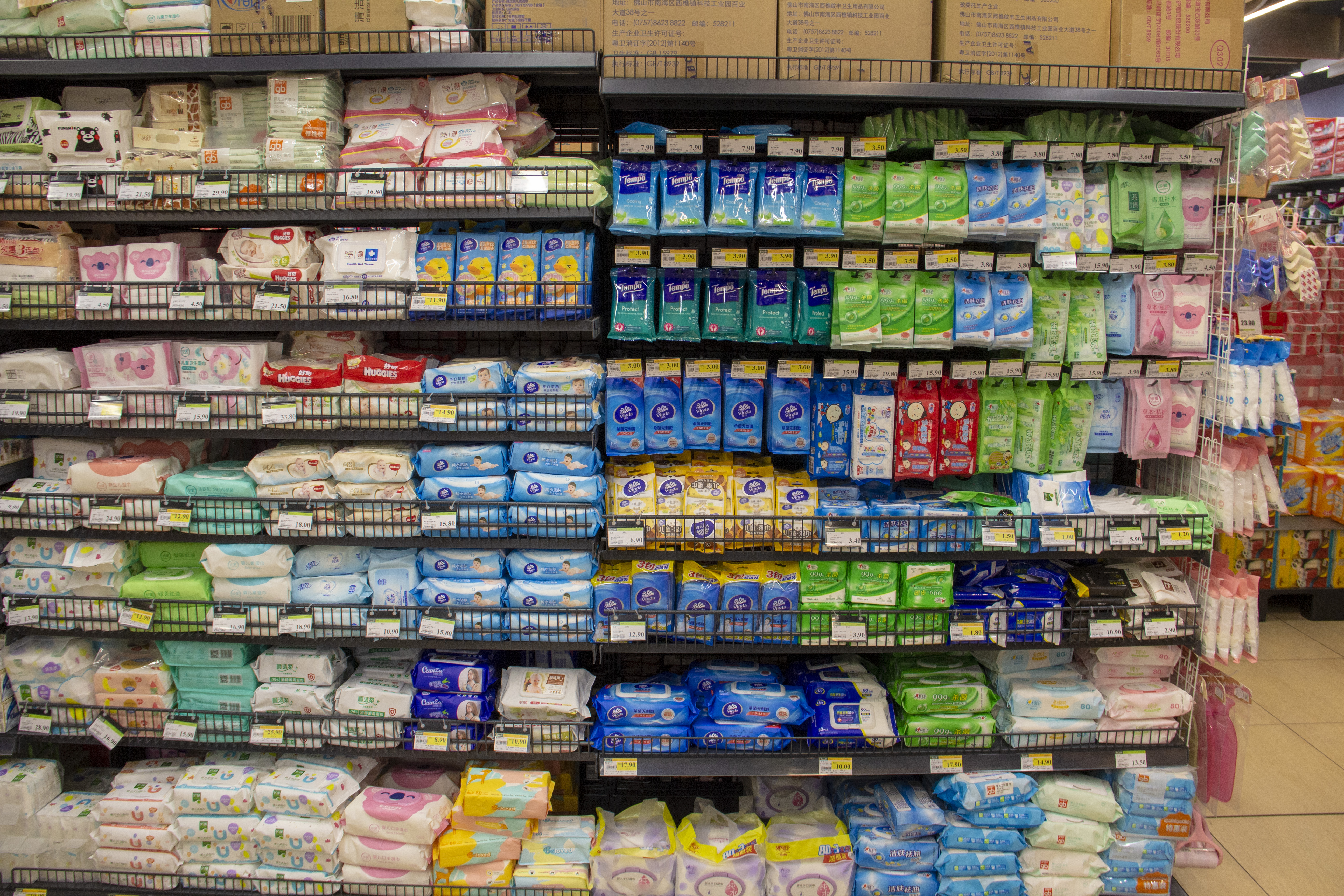
Toallitas húmedas en un estante

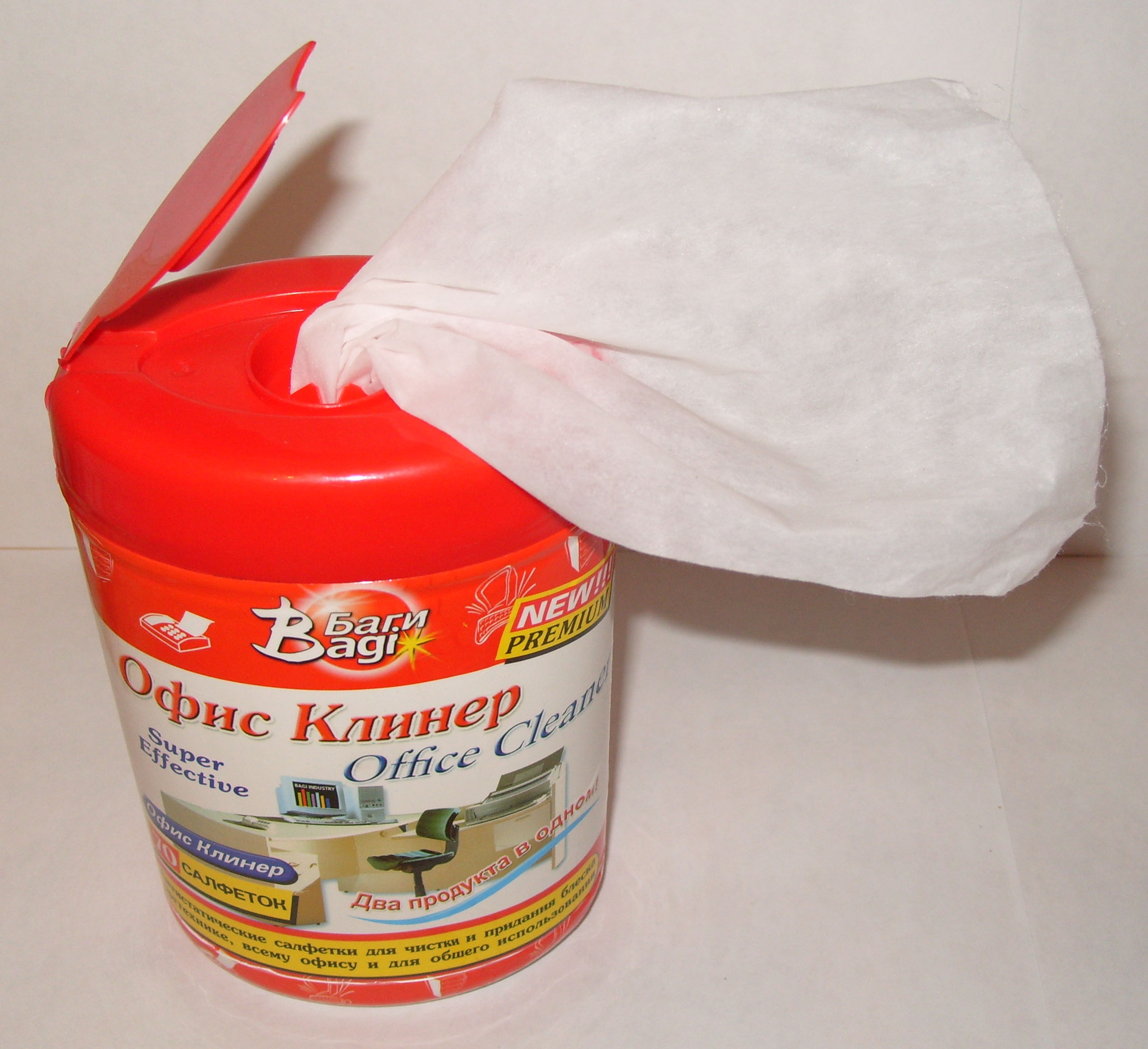
Un dispensador de toallitas húmedas

Las toallitas húmedas (también llamadas pañitos húmedos, pañuelitos húmedos, toallitas infantiles, toallitas para bebés, toallitas antivirales, toallitas antibacteriales, toallitas antibacterianas, toallitas desinfectantes, toallitas antisépticas, toallitas limpiadoras, toallitas de limpieza, toallitas calmadoras, toallitas calmantes, toallitas aliviadoras, toallitas relajantes, toallitas enfriadoras, toallitas refrescantes, toallitas hidratantes, toallitas desmaquilladoras, toallitas desmaquillantes, toallitas médicas, toallitas medicinales, toallitas de agua, toallitas de alcohol, toallitas, baby wipe, wipe, o chubs) son paños desechables de tela no tejida impregnados de líquido y envasados en láminas o cajas dispensadoras. Existen toallitas para la limpieza de la piel, toallitas limpiadoras (por ejemplo para el cuidado de los muebles, la limpieza de cristales y gafas), toallitas desinfectantes y toallitas refrescantes.
La primera toallita húmeda, the wet nap (el paño húmedo), se inventó en 1958. Fue concebido como un artículo fácil de usar para las personas en movimiento.
Las toallitas húmedas son problemáticas en las aguas residuales porque, por estar hechas de materiales como poliéster, polipropileno, viscosa, celulosa o algodón, no se descomponen como el papel higiénico. Junto con otros componentes, pueden formar las llamadas Fatbergs que obstruyen alcantarillas y estaciones depuradoras de aguas residuales. Por lo tanto, las toallitas sólo deben eliminarse a través de la basura doméstica.

## Higiene personal
Las toallitas para la limpieza de la piel, la higiene o el cuidado del bebé o las toallitas húmedas de papel higiénico están impregnadas con loción, que suele estar formada por agua y tensoactivos, pero además de aceites, emulsionantes y principios activos de origen vegetal, también contienen conservantes que protegen el producto del moho. Estas toallitas húmedas se utilizan para la higiene personal, especialmente en los desplazamientos (por ejemplo, cuando se viaja). Suelen estar envasados en un envase o caja resellable o individualmente de forma hermética, y se pueden eliminar en la basura doméstica después de su uso. 
La ventaja del papel higiénico húmedo o de las toallitas para bebés es la limpieza más fácil y suave de la piel.

## Toallitas desinfectantes
Existen toallitas impregnadas con solución alcohólica para la desinfección de la piel o de las superficies. Algunas vienen en dispensadores que pueden reponerse con recambios. Las pequeñas torundas con alcohol, envueltos individualmente, se utilizan para la desinfección de la piel, por ejemplo antes de una inyección.